# Dubravko Pavličić
Pour les articles homonymes, voir Pavličić.
Dubravko Pavličić (né le 28 novembre 1967 à Zagreb et mort le 4 avril 2012 à Elx) est un footballeur international croate.

## Biographie
Il meurt le 4 avril 2012 des suites d'un cancer du pancréas, à l'âge de 44 ans.